# الصينيون في الخارج
غالبًا ما يشير مصطلح الصينيون في الخارج (بالصينية 海外华人 Hǎiwài Huárén) إلى الأشخاص من أصل صيني الذين يُقيمون خارج الصين، أو الرعايا الصينيين المقيمين خارج الصين وهونغ كونغ وماكاو وتايوان.

## المصطلح
```
لفظ 
Huáqiáo
 (华侨 華僑) أو 
Hoan-kheh
 (番客 Hoan-kheh) في 
Hokkien
، يشير إلى الأشخاص من الجنسية الصينية المقيمين خارج 
جمهورية الصين الشعبية
 أو 
جمهورية الصين ( تايوان)
. في نهاية القرن التاسع عشر، أدركت 
حكومة تشينغ
 في الصين أن الصينيين المغتربين يمكن أن يكونوا أصلًا ومصدرًا للاستثمار الأجنبي وجسرًا للمعرفة الخارجية؛ وهكذا، بدأت في التعرف على استخدام مصطلح Huaqiao.
[
34
]
```

يُستخدم لفظ Ching-Sue Kuik huáqiáo باللغة الإنجليزية كـ «sojourner الصينية» ويُذكر أن المصطلح «يُستخدم لنشر وتعزيز وإدامة الهوية الصينية المتجانسة والجوهرية» من قِبل كل من جمهورية الصين الشعبية وجمهورية الصين.
مصطلح الإنترنت الحديث غير الرسمي haigui 海归 海归) يشير إلى الصينيين العائدين في الخارج، بينما لفظ guīqiáo qiáojuàn فيعني صينيون عائدون من الخارج.[بحاجة لتوضيح]
وأما لفظ (Huáyì 华裔 華裔 Hôa-è) فيشير إلى الأشخاص من أصل صيني المقيمين خارج الصين بغض النظر عن جنسيتهم الحالية.

## التاريخ
للشعب الصيني تاريخ طويل في الهجرة إلى الخارج. تعود إحدى الهجرات إلى سلالة مينغ عندما أصبح زينغ خه (1371-1435) مبعوثًا لمينغ. أرسل أشخاصًا - العديد منهم كانتونيز وهوكين - إلى رحلات استكشاف وتجارة في بحر الصين الجنوبي وفي المحيط الهندي.

### موجات الهجرة في أواخر عهد أسرة تشينغ

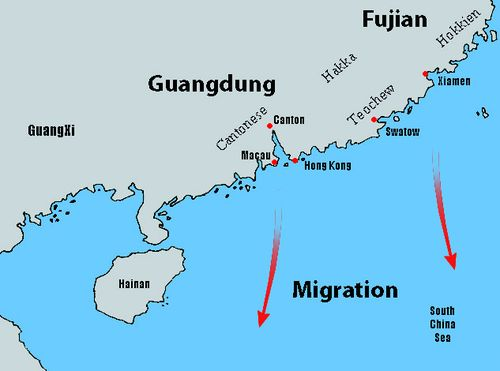
المصادر الرئيسية للهجرات الصينية في الفترة من 1800 إلى 1949.

أدت موجات الهجرة المختلفة إلى مجموعات فرعية بين الصينيين في الخارج، مثل المهاجرين الجدد والقدامى في جنوب شرق آسيا وأمريكا الشمالية وأوقيانوسيا ومنطقة البحر الكاريبي وأمريكا الجنوبية وجنوب إفريقيا وأوروبا. في القرن التاسع عشر، بلغ عصر الاستعمار ذروته وبدأ الشتات الصيني العظيم. كانت العديد من المستعمرات تفتقر إلى مجموعة كبيرة من العمال. في غضون ذلك، في مقاطعات فوجيان وقوانغدونغ في الصين، كان هناك ارتفاع في الهجرة نتيجة للفقر والخراب الناجم عن تمرد تايبينغ. أُجبرت إمبراطورية تشينغ على السماح لرعاياها بالعمل في الخارج في ظل القوى الاستعمارية. اختار العديد من الـ Hokkien العمل في جنوب شرق آسيا (حيث كانت لديهم روابط سابقة بدءًا من عصر مينج)، كما فعل الكانتونيز. كانت منطقة تايشان بإقليم جوانجدونج مصدرًا للعديد من المهاجرين لأسباب اقتصادية. كانت سان فرانسيسكو وكاليفورنيا وجهة أمريكية مبكرة في منتصف القرن التاسع عشر بسبب حمى الذهب في كاليفورنيا. استقر الكثيرون في سان فرانسيسكو وشكلوا واحدة من أقدم الأحياء الصينية. بالنسبة للبلدان الواقعة في أمريكا الشمالية وأستراليا، كانت هناك حاجة أيضًا إلى أعداد كبيرة من العمال في المهام الخطرة مثل تعدين الذهب وبناء السكك الحديدية. دفع انتشار المجاعة في قوانغدونغ العديد من الكانتونيين للعمل في هذه البلدان لتحسين الظروف المعيشية لأقاربهم. جرى بيع بعض الصينيين في الخارج إلى أمريكا الجنوبية أثناء حروب عشيرة Punti-Hakka (1855–1867) في دلتا نهر اللؤلؤ في قوانغدونغ. بعد الحرب العالمية الثانية هاجر العديد من الأراضي الجديدة في هونغ كونغ إلى المملكة المتحدة (إنجلترا بشكل أساسي) وإلى هولندا لكسب عيش أفضل.

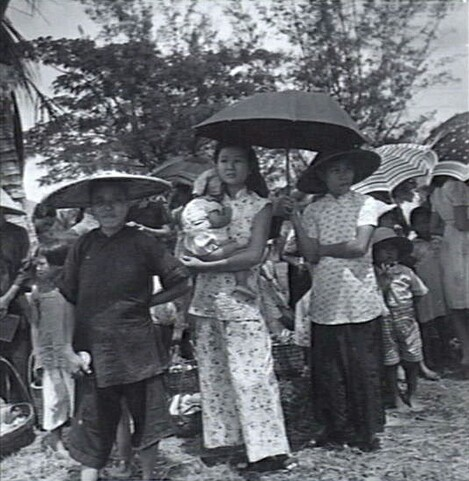
امرأة صينية وأطفال في بروناي، 1945 م.

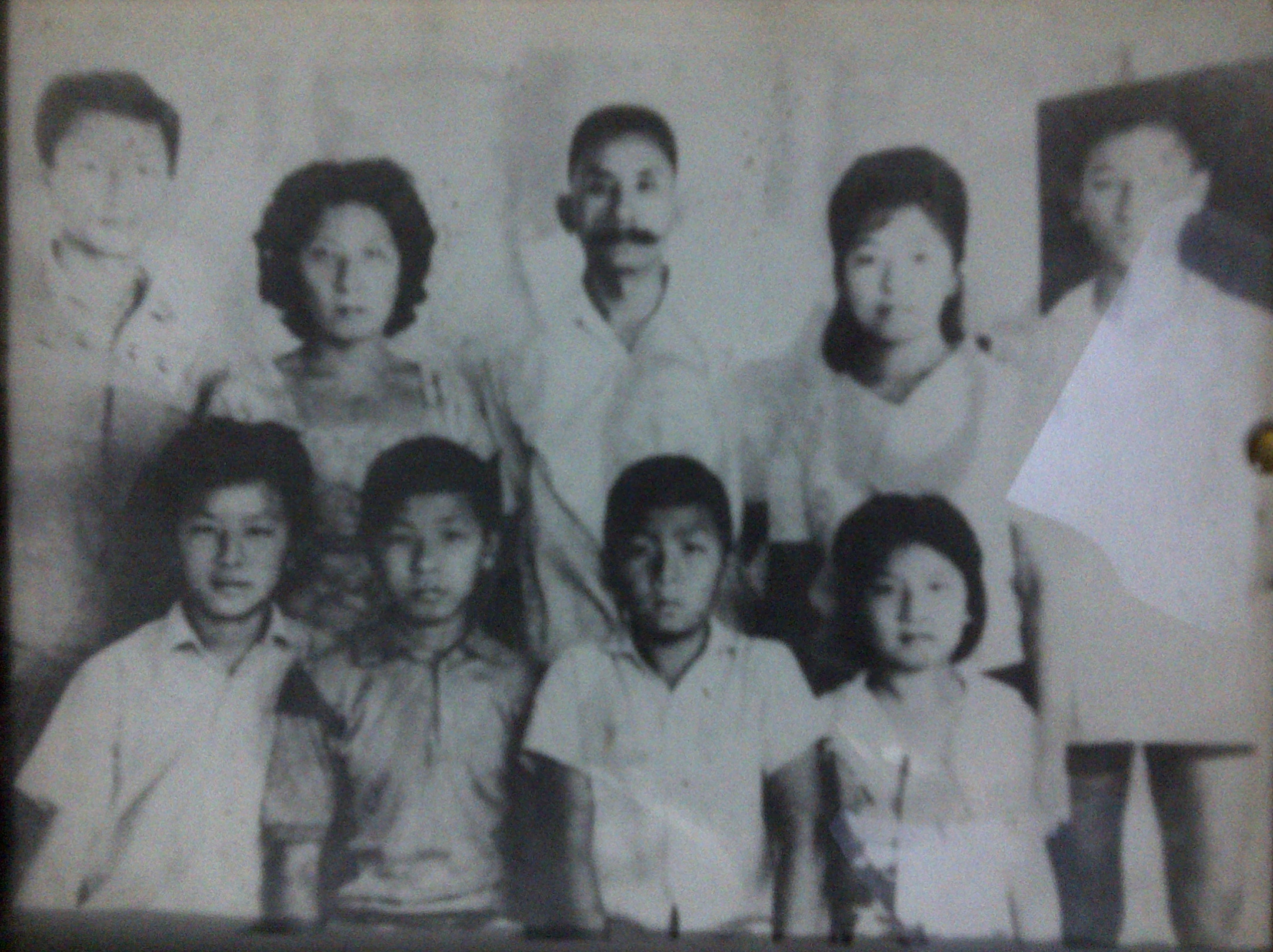
صورة تعود إلى 1967 لأسرة صينية-أندونيسية من خوبي، الجيل الثاني والثالث.

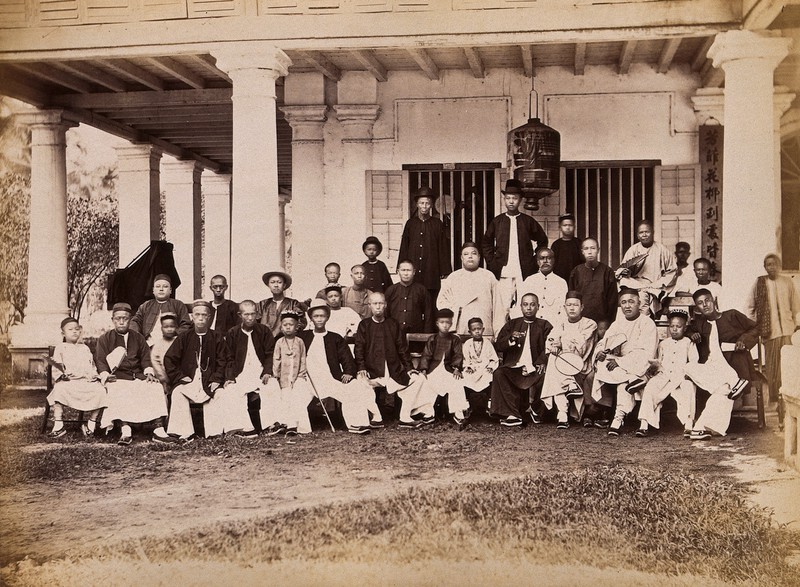
تجار صينيين في Penang Island، مستعمرات المضيق (حاليًا ماليزيا)، منذ 1881 م.

عندما كانت الصين تحت الحكم الإمبراطوري لأسرة تشينغ، كان الأشخاص الذين يتركوا البلاد دون موافقة المسؤول يعتبرون خونة ويجري إعدامهم. كما يواجه أفراد عائلاتهم عواقب لذلك. ومع ذلك فإن إنشاء جمهورية لانفانغ في كاليمانتان الغربية، إندونيسيا، باعتبارها دولة رافدة من أسرة تشينغ الصينية، يشهد على أنه كان من الممكن الحصول على إذن بترك الصين، استمرت تلك الجمهورية حتى عام 1884 م، إلى أن وقعت تحت الاحتلال الهولندي حيث تضاءل تأثير أسرة تشينغ.

### جمهورية الصين (1912-1949)
تحت إدارة جمهورية الصين من 1912 إلى 1949، جرى إلغاء هذه القواعد وهاجر العديد من الصينيين خارج جمهورية الصين، في الغالب عبر المناطق الساحلية عبر موانئ فوجيان، قوانغدونغ، هاينان وشنغهاي. تعتبر هذه الهجرات من بين أكبر الهجرات في تاريخ الصين. فر العديد من مواطني جمهورية الصين واستقروا في جنوب شرق آسيا بشكل رئيسي بين عامي 1911-1949، بعد خسارة الحكومة القومية بقيادة الكومينتانغ أمام الحزب الشيوعي الصيني في الحرب الأهلية الصينية في عام 1949. فر معظم اللاجئين القوميين والمحايدين من البر الرئيسي للصين إلى جنوب شرق آسيا (سنغافورة، بروناي، تايلاند، ماليزيا، إندونيسيا والفلبين) وكذلك تايوان (جمهورية الصين). تعرض العديد من القوميين الذين بقوا للاضطهاد أو حتى الإعدام.

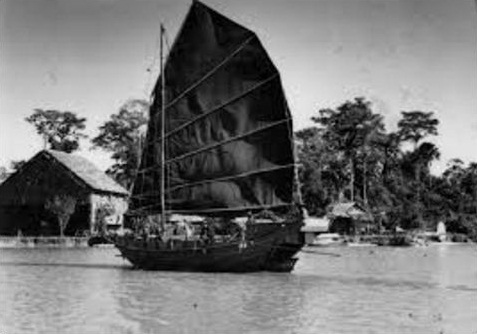
مركب صينيي في شمال بورنيو في Kinabatangan، شمال بورنيو صورة التقطها مارتن وأوسا جونسون في عام 1935م.

### بعد الحرب العالمية الثانية
استقر معظم الصينيين الذين فروا خلال الفترة 1912-1949 في سنغافورة وماليزيا وحصلوا تلقائيًا على الجنسية في عامي 1957 و 1963 كما حصلت هذه الدول على الاستقلال. لعب أعضاء الكومينتانغ الذين استقروا في ماليزيا وسنغافورة دورًا رئيسيًا في إنشاء الجمعية الماليزية الصينية وقاعة اجتماعات خاصة بهم في فيلا صن يات سين. كان هناك دليل على أن البعض يعتزم استعادة البر الرئيسي للصين من الحزب الشيوعي الصيني من خلال تمويل الكومينتانغ.
خلال الخمسينيات والستينيات من القرن الماضي، كانت جمهورية الصين تميل إلى السعي للحصول على دعم الجاليات الصينية في الخارج من خلال فروع الكومينتانغ استنادًا إلى استخدام صن يات - صن المجتمعات الصينية المغتربة لجمع الأموال لثورته. خلال هذه الفترة، كانت جمهورية الصين الشعبية تميل إلى النظر إلى الصينيين المغتربين بريبة على أنهم متسللوا الرأسمالية وتميل إلى تقييم العلاقات مع دول جنوب شرق آسيا باعتبارها أكثر أهمية من الحصول على دعم الصينيين المغتربين، وقد ورد في إعلان باندونغ صراحةً أن الصينيين بالخارج يدينون بالولاء الأساسي لوطنهم الأم.
منذ منتصف القرن العشرين وما بعده، وُجهت الهجرة بشكل أساسي إلى الدول الغربية مثل الولايات المتحدة وأستراليا وكندا والبرازيل والمملكة المتحدة ونيوزيلندا والأرجنتين ودول أوروبا الغربية؛ وكذلك بيرو وبنما وبدرجة أقل إلى المكسيك. كان العديد من هؤلاء المهاجرين الذين دخلوا الدول الغربية هم أنفسهم صينيين مغتربين، لا سيما من الخمسينيات إلى الثمانينيات، وهي الفترة التي فرضت فيها جمهورية الصين الشعبية قيودًا صارمة على حركة مواطنيها. في عام 1984، وافقت بريطانيا على نقل سيادة هونغ كونغ إلى جمهورية الصين الشعبية؛ أدى ذلك إلى موجة أخرى من الهجرة إلى المملكة المتحدة (إنجلترا بشكل أساسي) وأستراليا وكندا والولايات المتحدة وأمريكا الجنوبية وأوروبا وأجزاء أخرى من العالم. أدت احتجاجات ومذبحة ميدان تيانانمين 1989 إلى زيادة سرعة الهجرة. هدأت الموجة بعد نقل هونج كونج السيادة في عام 1997. بالإضافة إلى ذلك، يحمل العديد من مواطني هونغ كونغ جنسيات أو لديهم تأشيرات سارية في بلدان أخرى، لذلك إذا دعت الحاجة، يمكنهم مغادرة هونغ كونغ في وقت قصير. في الواقع، بعد حادثة ميدان تيانانمن، زادت طوابير تأشيرات الهجرة في كل قنصلية في هونغ كونغ.
في السنوات الأخيرة، أقامت جمهورية الصين الشعبية علاقات أقوى بشكل متزايد مع الدول الأفريقية. في عام 2014، قدر المؤلف هوارد دبليو فرينش أن أكثر من مليون صيني قد انتقلوا إلى إفريقيا خلال العشرين عامًا الماضية.
تطور الوجود الصيني الأحدث في أوروبا، حيث يزيد عددهم عن المليون، وفي روسيا، يبلغ عددهم أكثر من 200000 صيني، ويتركزون في الشرق الأقصى الروسي. كان ميناء روسيا الباسيفيكي الرئيسي والقاعدة البحرية فلاديفوستوك، مغلقة في يوم من الأيام أمام الأجانب وكانت مملوكة للصين حتى أواخر القرن التاسع عشر، وتنتشر فيها الأسواق والمطاعم والمنازل التجارية الصينية. تتكون الجالية الصينية المتنامية في ألمانيا من حوالي 76000 شخص وفق إحصاءات عام 2010 م. ويُقدَّر عدد الصينيين في النمسا بحوالي 15,000 إلى 30,000.

## تجربة المهاجرين الصينيين في الخارج

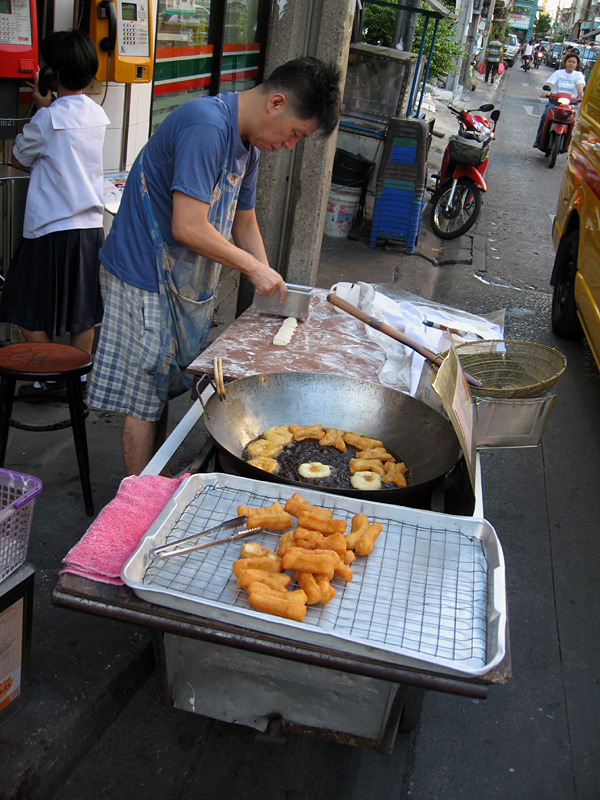
أقام الصينيون-التايلانديون في الماضي مشاريع صغيرة مثل البيع في الشوارع لكسب لقمة العيش.

### النجاح التجاري
تذكر التقديرات أن المهاجرين الصينيين يسيطرون على 2 تريليون دولار من الأصول السائلة، ولديهم كميات كبيرة من الثروة لتحفيز القوة الاقتصادية في الصين. يلعب مجتمع الأعمال الصيني في جنوب شرق آسيا، المعروف باسم شبكة الخيزران، دورًا بارزًا في القطاعات الخاصة بالمنطقة.
في أوروبا وأمريكا الشمالية وأوقيانوسيا، تتنوع مهن الصينيين، ويستحيل تعميمها؛ حيث تجدهم في مهم عديدة بدءًا من تقديم الطعام إلى الرتب المهمة في الطب والفنون والأوساط الأكاديمية. غالبًا ما يرسل الصينيون في الخارج التحويلات النقدية إلى أفراد الأسرة في الصين لمساعدتهم على تحسين أوضاعهم المالية والاجتماعية والاقتصادية. تحتل الصين المرتبة الثانية بعد الهند من بين أكبر البلدان المتلقية للتحويلات في عام 2018 حيث تم إرسال أكثر من 67 مليار دولار أمريكي إلى داخل الصين.

### الاستيعاب

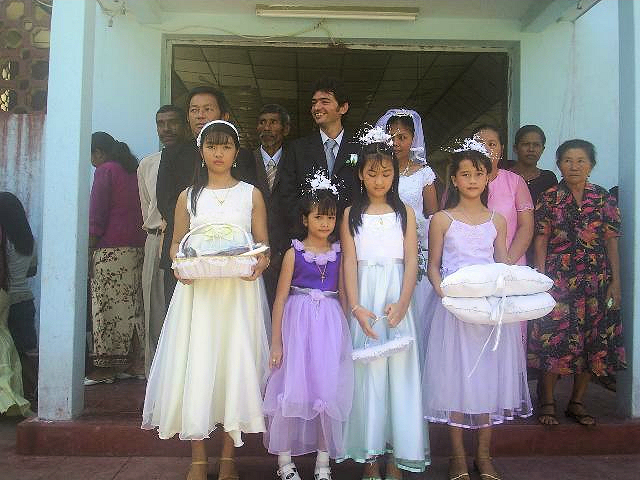
شعب هاكا في حفل زفاف في تيمور الشرقية، 2006

تختلف المجتمعات الصينية في الخارج على نطاق واسع من حيث درجة الاستيعاب داخل مجتمعاتهم الجديدة، وتفاعلهم مع تلك المجتمعات المحيطة (انظر الحي الصيني)، وعلاقتهم بالصين.
يوجد في تايلاند أكبر جالية صينية في الخارج، وهي أيضًا أنجح نموذج لحالة استيعاب الصينيي بالخارج، حيث يدعي الكثير منهم الهوية التايلاندية. ولأكثر من 400 عام، تزاوج الصينيون-التايلانديون إلى حد كبير و/أو اندمجوا مع المواطنين التايلنديين. حتى أن البيت الملكي الحالي لتايلاند، سلالة شاكري، أسسها الملك راما الأول الذي كان هو نفسه صينيًا. كان سلفه، الملك تاكسين من مملكة ثونبوري، ابنًا لمهاجر صيني من مقاطعة جوانجدونج وولد باسم صيني. ووالدته، ليدي نوك إيانج، كانت تايلاندية.
في الفلبين، كان الصينيون، المعروفون باسم سانجلي، من فوجيان وقوانغدونغ يهاجرون بالفعل إلى الجزر، في وقت مبكر من القرن التاسع في فترات ما قبل الاستعمار إلى الفترة الاستعمارية الإسبانية وعصر الاستعمار الأمريكي، حيث تزاوج العديد من الفلبينيين الأصليين والمستعمرين الإسبان. بدأ الوجود المبكر ل الحي الصيني في مجتمعات ما وراء البحار في الظهور في الفلبين في فترة الاحتلال الإسباني، حوالي عام 1583 (أو حتى قبل ذلك)، في شكل Parians في مانيلا، حيث سُمح للتجار الصينيين بالإقامة ن وظهرت مراكز تجارية مزدهرة، وبالتالي أصبحت Binondo، وهي منطقة تاريخية في مانيلا، واحدة من أقدم المدن الصينية في العالم. بموجب السياسة الاستعمارية الإسبانية المتمثلة في التنصير، والاستيعاب وتزاوج خارجي، اختلطت أحفادهم المسيحية الاستعمارية مع كل من السكان الأصليين الفلبينيين والفلبينيين الأسبان، المعروفين باسم Mestizos de Sangley وTornatras على التوالي، والذين سيشكلون في النهاية الجزء الأكبر من المستعمرين من الطبقة الوسطى في القرون اللاحقة من الاستعمار الأسباني للفلبين. أدى ظهور طبقة المستيزو لاحقًا إلى ظهور طبقة المبادئ النبيلة ومثقفوا إيليسترادو في أواخر الحقبة الاستعمارية الإسبانية، والتي انتقلت فيما بعد وأذكت النخبة من الطبقات الحاكمة في عصر الاحتلال الأمريكي وحكومة الجزر الفلبينية والتي استقلت فيما بعد باسم الفلبين. منذ ستينيات القرن التاسع عشر حتى القرن العشرين، بقي الباقي غير المختلط سانجلي جنبًا إلى جنب مع المهاجرين الصينيين اللاحقين، ومعظمهم أيضًا قادمون من جنوب فوجيان على وجه الخصوص تشيوانتشو وشيامن، وقد شكلوا لاحقًا الجزء الأكبر من الفلبينيين الصينيين المعاصرين غير المختلط والمختلط، الذين حصلوا في الغالب على الجنسية الفلبينية من خلال أسلافهم وأقاربهم المهاجرين أو العائلة المحلية المرتبطين بهم. احتفظت الأجيال القديمة من الفلبينيين الصينيين بالتقاليد الصينية، بينما تتواصل الأغلبية الحالية من الأجيال الشابة إلى حد كبير باللغات الإنجليزية والفلبينية (التاجالوجية) أو لغات أخرى مثل اللغات الفلبينية (على سبيل المثال سيبوانو بيسايا)، كما أن هؤلاء المهاجرين لديهم جوانب متعددة إلى حد كبير لكل من التغريب / الأمركة والثقافة الفلبينية والتقليدية على خلفيتهم الثقافية الصينية. في العصر الحديث، يلعب الفلبينيون الصينيون دورًا مهمًا في اقتصاد الفلبين. ويُشكل المستيزو الفلبينيين المنحدرين من ميستيزو دي سانجلي (الهجناء الفلبينيون- المستيزو) جزءًا كبيرًا من سكان الفلبين خاصة الطبقة البرجوازية، حيث وفقًا لإحصائيات منظمة ناشيونال جيوغرافيك مشروع جنوغرافي، فإن 36٪ أصل الجينوم المتوسط للفلبينيين يقال أنه من شرق آسيا، مرتبطًا بالمهاجرين من الصين وتايوان الذي توسع جنوبا.
في ميانمار، نادرًا ما يتزاوج الصينيون تزاوجًا متخلطًا (حتى بين المجموعات اللغوية الصينية المختلفة)، لكنهم اعتمدوا إلى حد كبير الثقافة البورمية مع الحفاظ على الصلات الثقافية الصينية. في كمبوديا، بين عامي 1965 و 1993 م، مُنع الأشخاص الذين يحملون أسماء صينية من العثور على وظائف حكومية، مما أدى إلى قيام عدد كبير من الأشخاص بتغيير أسمائهم إلى اسم كمبودي محلي. كانت إندونيسيا وميانمار من بين الدول التي لا تسمح بتسجيل أسماء المواليد باللغات الأجنبية، بما في ذلك الصينية. لكن منذ عام 2003 م، سمحت الحكومة الإندونيسية للأشخاص من أصل صيني باستخدام أسمائهم الصينية أو استخدام اسم عائلتهم الصينية في شهادة ميلادهم.

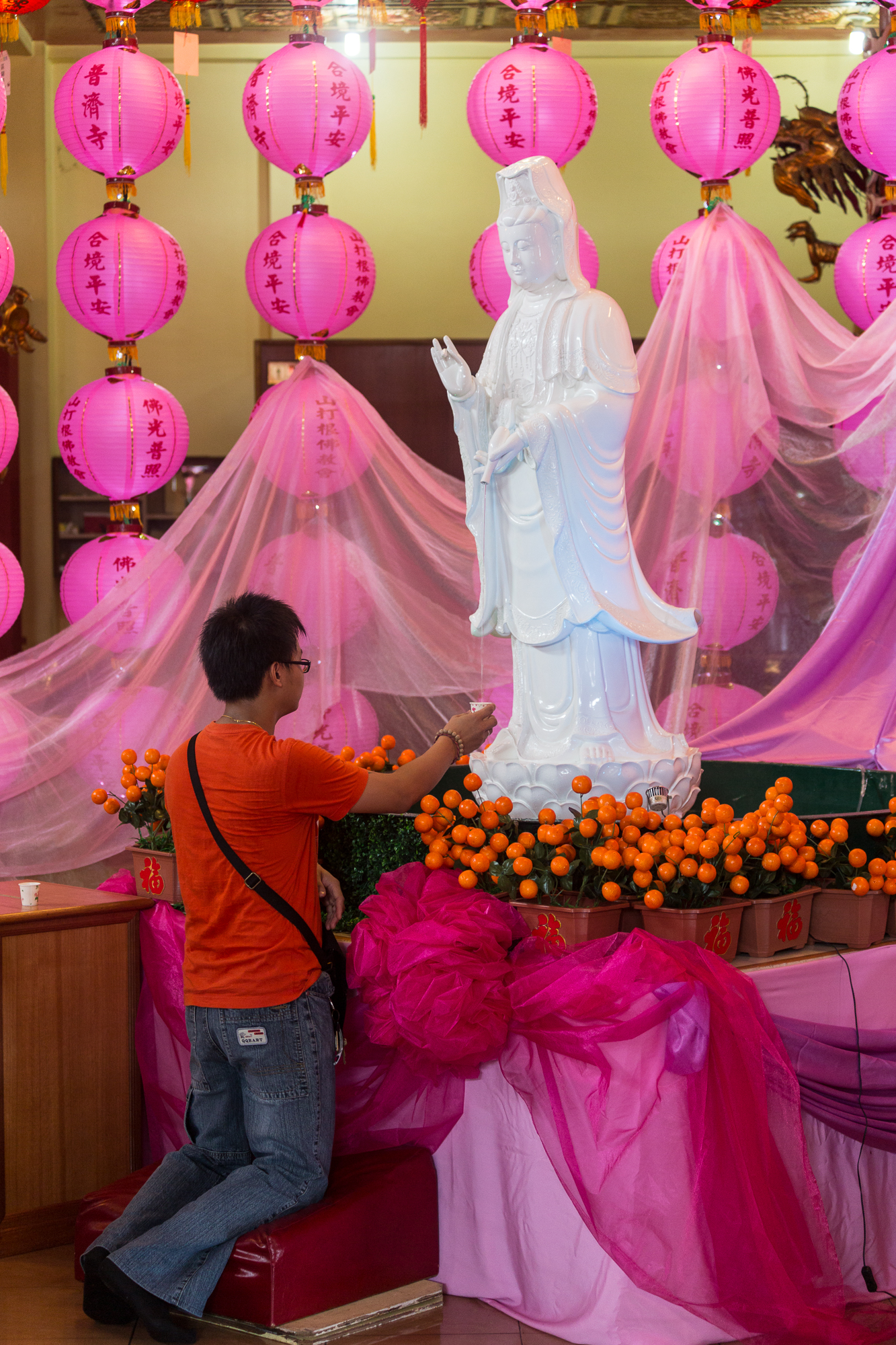
ماليزي-صيني يصلي في معبد Puu Jih Shih، Sandakan، صباح أمام غوانيين خلال رأس السنة الصينية عام 2013م.

في فيتنام، يمكن نطق جميع الأسماء الصينية بواسطة القراءات الصينية الفيتنامية. على سبيل المثال، اسم القائد الأعلى Hú Jǐntāo ( 胡錦濤) سيتم تهجئته كـ "Hồ Cẩm Đào" باللغة الفيتنامية. هناك أيضًا أوجه تشابه كبيرة بين التقاليد الفيتنامية والصينية مثل استخدام السنة القمرية الجديدة والفلسفة مثل الكونفوشيوسية والطاوية وعبادة الأسلاف؛ قام بعض شعب هوا Hoa بتبني الثقافة الفيتنامية بسهولة، ومع ذلك لا يزال العديد من سكان «هوا» يفضلون الحفاظ على الخلفية الثقافية الصينية. وفق التعداد الرسمي لعام 2009 م فقد بلغ عدد سكان «هوا» حوالي 823000 فردًا، واحتل السكان من أصول صينية المرتبة السادسة من حيث حجم السكان. يعيش 70 ٪ من سكان «هوا» في المدن والبلدات، ومعظمهم في مدينة «هو تشي مينه» Ho Chi Minh، بينما يعيش الباقي في المقاطعات الجنوبية.
من ناحية أخرى، حافظ العرق الصيني في ماليزيا وسنغافورة وبروناي على هوية مجتمعية متميزة. وفي تيمور الشرقية، جزء كبير من الصينيين هم من شعب هاكا. بينما في الدول الغربية، يستخدم الصينيون في الخارج عمومًا النسخ بالحروف اللاتينية لأسمائهم الصينية، كما أن استخدام الأسماء الأولى المحلية شائع أيضًا.

### التمييز ضدهم
غالبًا ما عانى الصينيون في الخارج من العداء والتمييز ضدهم. في البلدان ذات الأقليات العرقية الصينية الصغيرة، يمكن أن يكون التفاوت الاقتصادي ملحوظًا. على سبيل المثال، في عام 1998 م، كان العرق الصيني يشكل 1٪ فقط من سكان الفلبين و 4٪ من السكان في إندونيسيا، ولكن كان لهم تأثيرًا واسعًا في الاقتصادات الخاصة الفلبينية والإندونيسية. يشير كتاب «عالم يحترق» كيف يؤدي تصدير ديمقراطية السوق الحرة إلى الكراهية العرقية وعدم الاستقرار العالمي، ويصف الكتاب الصينيين بأنهم «سوق - أقلية مهيمنة»، حيث يقول: «إن هيمنة الصينيين على السوق والاستياء الشديد بين الغالبية الأصلية هي سمة مميزة لكل بلد في جنوب شرق آسيا تقريبًا باستثناء تايلاند وسنغافورة». الهيمنة الصينية على السوق موجودة في تايلاند والفلبين، ولكن لوحظ أنها لا نثير الاستياء. انتشرت المشاعر العنيفة المعادية للصينيين في جميع أنحاء جنوب شرق آسيا، وغالبًا ما تحدث في كمبوديا وماليزيا وإندونيسيا، ولكن ليس بصورة كبيرة في سنغافورة وتايلاند والفلبين، على الرغم من أن سنغافورة ذات أغلبية من أصل صيني.
أدى هذا الموقف الاقتصادي غير المتكافئ إلى إثارة المشاعر المعادية للصينيين بين الأغلبية الأفقر. في بعض الأحيان، تتحول المواقف المعادية للصينيين إلى العنف، مثل حادثة 13 مايو في ماليزيا عام 1969 وأعمال شغب جاكرتا في مايو 1998 في إندونيسيا، حيث قُتل أكثر من 2000 شخص، معظمهم من مثيري الشغب احترقوا حتى الموت في مركز تسوق. خلال الحقبة الاستعمارية، قتلت بعض عمليات الإبادة الجماعية عشرات الآلاف من الصينيين.
خلال عمليات القتل الأندونيسية بين عامي 1965 و 1966م، التي قُتل فيها أكثر من 500000 شخص، قُتل الصينيون ونُهبت وأحرقت ممتلكاتهم نتيجة العنصرية ضد الصينيين بحجة أن ديبا نوسانتارا أيديت جعلت الحزب الشيوعي الإندونيسي PKI أقرب إلى الصين. كان هناك تشريع مناهض للصينيين في الدستور الإندونيسي حتى عام 1998 م.
وُصِفت حالة الكمبوديين-الصينيين خلال حكم نظام الخمير الحمر بأنها «أسوأ كارثة على الإطلاق تصيب أي مجتمع عرقي صيني في جنوب شرق آسيا». في بداية نظام الخمير الحمر في عام 1975، كان هناك 425000 مواطن من أصل صيني في كمبوديا؛ ولكن بحلول نهاية عام 1979 م كان هناك 200 ألف فقط.
من الشائع أن السبب الرئيسي لذلك التمييز ضد الصينيين في الخارج هو الميل الواضح للصينيين في الخارج لعزل أنفسهم في ثقافة فرعية خاصة. على سبيل المثال، يُعتقد أن أعمال الشغب العنصرية في كوالالمبور في 13 مايو 1969 وأعمال شغب جاكرتا في مايو 1998 كانت مدفوعة بهذه التصورات المتحيزة عنصريًا. تم نقد هذا التحليل من قبل بعض المؤرخين، وأبرزهم الدكتور «كوا كيا سونغ»، مدير كلية نيو إيرا، الذي طرح تلك الحجة المثيرة للجدل بأن حادثة 13 مايو كانت محاولة مسبقة من قِبل أقسام من النخبة الملاوية الحاكمة للتحريض على العداء العنصري استعدادًا للانقلاب. في عام 2006، أتلف المشاغبون المحلات التجارية المملوكة للصينيين في Nukuʻalofa. تم إجلاء المهاجرين الصينيين من جزر سليمان التي مزقتها أعمال الشغب.
تؤثر السياسات العرقية على الصينيين في الخارج، وكثيرا ما يثور نقاش حول التمييز ضدهم. ففي ماليزيا، يطالب السكان من أصول صينية بدعم المعاملة المتساوية على أساس الجدارة وعدم التمييز ضدهم في المنافسة في العقود الحكومية والأماكن الجامعية وما إلى ذلك، في حين أن العديد من الماليزيين يعارضون هذا على أساس أنهم بحاجة إلى مثل هذه الحماية من أجل الاحتفاظ بتراثهم. إن مسألة تحديد إلى أي مدى يكون الملايو أو الصينيون أو غيرهم من «السكان الأصليين» في ماليزيا هو سؤال سياسي حساس. ومن المحظور حاليًا على السياسيين الصينيين إثارة قضية حماية بوميبوترا في البرلمان، حيث سيعتبر هذا تحريضًا عرقيًا.
عانى العديد من المهاجرين الصينيين المغتربين الذين عملوا في السكك الحديدية في أمريكا الشمالية في القرن التاسع عشر من التمييز العنصري في كندا والولايات المتحدة. على الرغم من أن القوانين التمييزية قد جرى إلغاؤها أو لم تعد سارية المفعول اليوم، فقد قدم كلا البلدين في وقت من الأوقات قوانين تمنع الصينيين من دخول البلاد، على سبيل المثال في الولايات المتحدة نجد قانون الاستبعاد الصيني لعام 1882 م، الذي ألغي عام 1943م، وفي كندا نجد قانون الهجرة الصيني، 1923 الذي جرى إلغاؤه عام 1947م. تطلب الأمر مزيدًا من الإجراءات للإزالة الكاملة لقيود الهجرة في كل من الولايات المتحدة وكندا (الولايات المتحدة بموجب قوانين الهجرة والجنسية لعام 1952م، وقانون الهجرة والجنسية لعام 1965م).
في أستراليا، جرى استهداف الصينيين من خلال نظام من القوانين التمييزية يُعرف باسم «سياسة أستراليا البيضاء» والذي تم تكريسه في قانون تقييد الهجرة لعام 1901. وقد جرى إلغاء هذه السياسة رسميًا في عام 1973م، وفي السنوات الأخيرة، دعا الأستراليون من أصول صينية علنًا إلى تقديم اعتذار من الحكومة الفيدرالية الأسترالية، على غرار ما أعطي لـ «الأجيال المسروقة» من السكان الأصليين في عام 2007م من قبل رئيس الوزراء آنذاك كيفين رود.

## العلاقة مع الصين

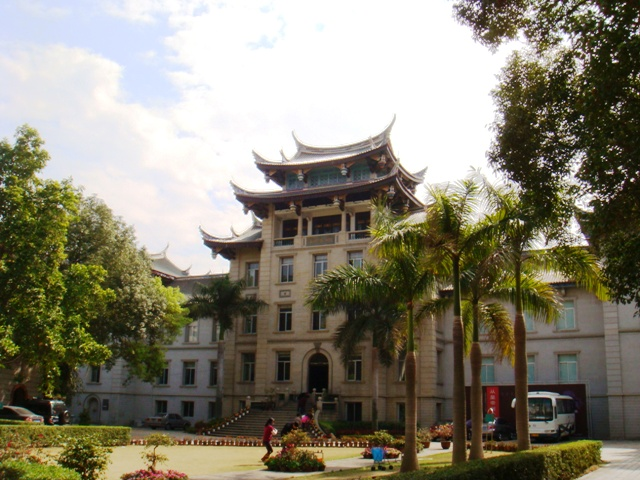
المتحف الصيني لما وراء البحار، شيامن، الصين

تحافظ كل من جمهورية الصين الشعبية وجمهورية الصين على علاقات رفيعة المستوى مع السكان الصينيين في الخارج. كلاهما يحتفظ بوزارات على مستوى مجلس الوزراء للتعامل مع شؤون الصينيين في الخارج، والعديد من الحكومات المحلية داخل جمهورية الصين الشعبية لديها مكاتب صينية بالخارج.

### حالة الجنسية
ينص قانون الجنسية لجمهورية الصين الشعبية، الذي لا يعترف بـ الجنسية المزدوجة، على الفقدان التلقائي لجنسية جمهورية الصين الشعبية عندما يستقر أحد مواطني جمهورية الصين الشعبية في دولة أخرى «و» يكتسب الجنسية الأجنبية. بالنسبة للأطفال المولودين في الخارج لمواطن من جمهورية الصين الشعبية، فإن حصول الطفل على جنسية جمهورية الصين الشعبية عند الولادة يعتمد على ما إذا كان الوالد من جمهورية الصين الشعبية قد استقر في الخارج، حيث ورد النص التالي: «.. لكن الشخص الذي كان والداه مواطنين صينيين واستقر كلاهما في الخارج، أو أحد والديه مواطن صيني واستقر في الخارج، وحصل على جنسية أجنبية عند الولادة، يجب ألا يحمل الجنسية الصينية» (المادة 5).
على النقيض من ذلك، فإن قانون الجنسية لجمهورية الصين، الذي يسمح ويعترف بالجنسية المزدوجة، يعتبر هؤلاء الأشخاص مواطنين في جمهورية الصين (إذا كان لدى والديهم تسجيل أُسري في تايوان).

### العودة وإعادة الهجرة
مع الآفاق الاقتصادية المتنامية للصين، بدأ العديد من الصينيين المغتربين في العودة مرة أخرى إلى الصين، حتى في الوقت الذي يفكر فيه العديد من أصحاب الملايين الصينيين في الهجرة خارج البلاد للحصول على فرص أفضل.
في حالة الصينيين في كلا من إندونيسيا وبورما، فقد تسبب الصراع السياسي والعرقي في عودة عدد كبير من الأشخاص من أصول صينية إلى الصين. وفي دول جنوب شرق آسيا الأخرى ذات الجاليات الصينية الكبيرة، مثل ماليزيا، أدى الصعود الاقتصادي لجمهورية الصين الشعبية لجعلها وجهة جذابة للعديد من الماليزيين الصينيين للعودة إليها. ومع انفتاح الاقتصاد الصيني، يعمل الماليزيين-الصينيين كجسر لأن العديد من الماليزيين الصينيين تلقوا تعليمهم في الولايات المتحدة أو بريطانيا ويمكنهم أيضًا فهم اللغة والثقافة الصينية مما يسهل على رجال الأعمال المحتملين القيام بالأعمال التجارية بين البلدين.
بعد الإصلاحات التي قام بها دنغ شياو بينغ، تغير موقف جمهورية الصين الشعبية تجاه الصينيين المغتربين بشكل كبير. فبدلاً من أن يُنظر إليهم بعين الريبة، صار يُنظر إليهم على أنهم أشخاص يمكنهم مساعدة تنمية جمهورية الصين الشعبية من خلال مهاراتهم ورؤوس أموالهم. وفي خلال الثمانينيات، حاولت جمهورية الصين الشعبية بنشاط كسب دعم الصينيين المغتربين من خلال إعادة الممتلكات التي جرى مصادرتها بعد ثورة 1949، وغيرها من الأمور الأخرى. في الآونة الأخيرة، حاولت سياسة جمهورية الصين الشعبية الحفاظ على دعم الصينيين المهاجرين، والذين يتألفون إلى حد كبير من الطلاب الصينيين الذين يسعون للحصول على التعليم الجامعي والدراسات العليا في الغرب. يستثمر العديد من المغتربين الصينيين الآن في جمهورية الصين الشعبية لتوفير الموارد المالية والشبكات الاجتماعية والثقافية والاتصالات والفرص.
تُقدِّر الحكومة الصينية أنه من بين 1,200,000 صيني سافروا إلى الخارج للدراسة في الثلاثين عامًا منذ الإصلاحات الاقتصادية الصينية التي بدأت في عام 1978م؛ فإن ثلاثة أرباع الذين غادروا لم يعودوا إلى الصين.
تستقطب بكين الأكاديميين المدربين في الخارج للعودة إلى الوطن، في محاولة لتدويل جامعاتها. ومع ذلك، أفاد بعض الأساتذة «العائدون» الذين تلقوا تعليمهم لدرجة الدكتوراه في الغرب بأنهم شعروا بالتهميش والاكتئاب أو القلق بسبب الاختلافات الثقافية عند عودتهم إلى الصين.

## اللغة

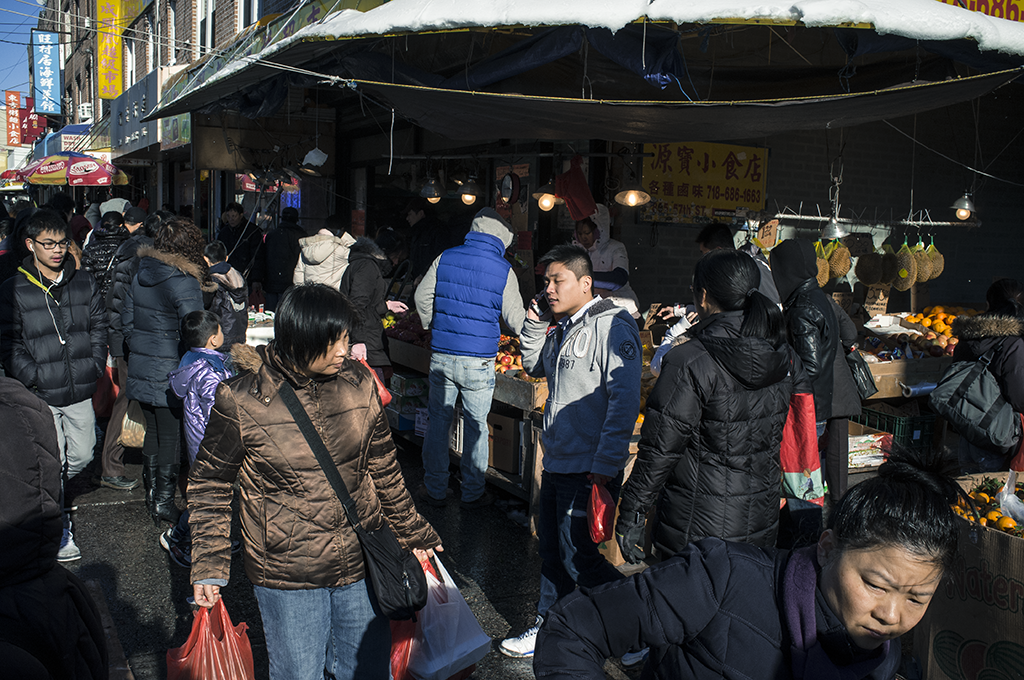
متجر بقالة نموذجي في شارع 8th في الحي الصيني، بروكلين، في Long Island، نيويورك، الولايات المتحدة.
حيث تزدهر المدن الصينية المتعددة في الحي الصيني، في مانهاتن، وبروكلين كمناطق حضرية تقليدية، مع استمرار الهجرة الصينية على نطاق واسع إلى نيويورك، حيث يوجد أكبر عدد من السكان الصينيين في مدينة خارج آسيا، تحتوي منطقة نيويورك الحضرية على أكبر عدد من السكان من أصول صينية خارج آسيا، والتي تضم ما يقدر بنحو 893,697 فردًا أحادي العرق وفق إحصائيات عام 2017م.

يتوقف استخدام اللغة الصينية بين الصينيين في الخارج على عدد كبير من العوامل، ويختلف حسب الأجيال، ومدى الاستيعاب من خلال التغييرات بين الأجيال، والسياسات الرسمية الخاصة بهم في بلد الإقامة. وبصورة عامة فأن السكان الصينيين الأكثر رسوخًا في العالم الغربي وفي العديد من مناطق آسيا لديهم لغة عامية (الكانتونية) مشتركة في المجتمع، بينما تنتشر الماندرين أكثر بين الوافدين الجدد، مما يجعلها شائعة بشكل متزايد في العديد من الأحياء الصينية.

## الإحصائيات في الدول المختلفة
هناك أكثر من 50 مليون صيني مغترب. يعيش معظمهم في جنوب شرق آسيا حيث يشكل السنغافوريون من أصل صيني غالبية سكان سنغافورة (75٪) السنغافوريون الصينيون (لا يشمل هذا العدد تعداد المواطنين الصينيين الذين يعيشون في سنغافورة)، والأقليات الكبيرة في ماليزيا (23٪) وتايلاند (14٪) وبروناي (10٪).

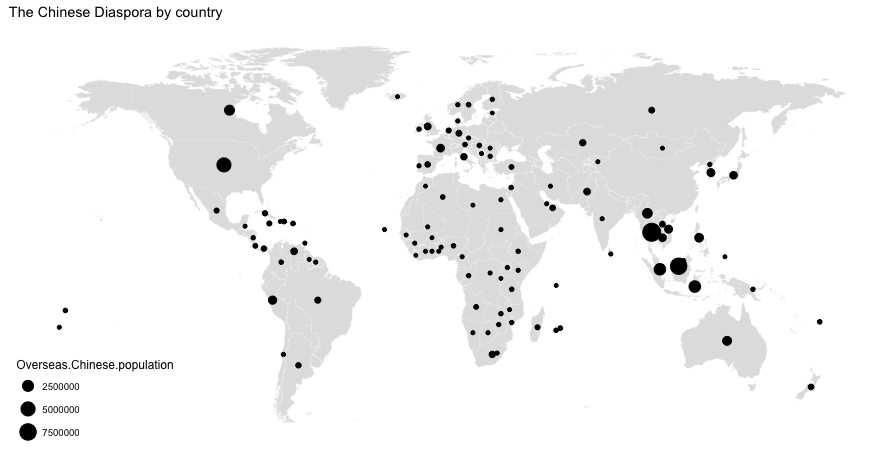
تصور السكان الصينيين بالخارج حسب البلد

| القارة / الدوبة             | مقالة مفصلة                                                   | عدد الصينيين بالخارج                                      | النسبة                          | سنة الإحصاء         | أصل صيني جزئي             |
| --------------------------- | ------------------------------------------------------------- | --------------------------------------------------------- | ------------------------------- | ------------------- | ------------------------- |
| أفريقيا                     |                                                               | 700 000                                                   |                                 |                     |                           |
| جنوب أفريقيا                | Chinese South Africans                                        | 300,000–400,000                                           | <1%                             | 2015                |                           |
| مدغشقر                      | Chinese people in Madagascar                                  | 100,000                                                   |                                 | 2011                |                           |
| زامبيا                      | Chinese people in Zambia                                      | 80,000                                                    |                                 | 2019                |                           |
| إثيوبيا                     | Chinese people in Ethiopia                                    | 60,000                                                    |                                 | 2016                |                           |
| أنغولا                      | Chinese people in Angola                                      | 50,000                                                    |                                 | 2017                |                           |
| نيجيريا                     | Chinese people in Nigeria                                     | 40,000                                                    |                                 | 2017                |                           |
| موريشيوس                    | Sino-Mauritian                                                | 38,500                                                    | 3%                              | 2010                |                           |
| الجزائر                     | Chinese people in Algeria                                     | 35,000                                                    |                                 | 2009                |                           |
| تنزانيا                     | Chinese people in Tanzania                                    | 30,000                                                    |                                 | 2013                |                           |
| لا ريونيون                  | Chinois                                                       | 25,000                                                    |                                 | 1999                |                           |
| جمهورية الكونغو             | Chinese people in the Republic of Congo                       | 20,000                                                    |                                 | 2013                |                           |
| موزمبيق                     | Ethnic Chinese in Mozambique                                  | 12,000                                                    |                                 | 2007                |                           |
| زمبابوي                     | Chinese people in Zimbabwe                                    | 10,000                                                    |                                 | 2017                |                           |
| مصر                         | الصينيون في مصر                                               | 6,000–10,000                                              |                                 | 2007                |                           |
| السودان                     | Chinese people in the Sudan                                   | 5,000–10,000                                              |                                 | 2005–2007           |                           |
| غانا                        | Chinese people in Ghana                                       | 7,000                                                     |                                 | 2010                |                           |
| كينيا                       | Chinese people in Kenya                                       | 7,000                                                     |                                 | 2013                |                           |
| أوغندا                      | Chinese people in Uganda                                      | 7,000                                                     |                                 | 2010                |                           |
| بوتسوانا                    | Chinese people in Botswana                                    | 5,000–6,000                                               |                                 | 2009                |                           |
| ليسوتو                      | Chinese people in Lesotho                                     | 5,000                                                     |                                 | 2011                |                           |
| جمهورية الكونغو الديمقراطية | Chinese people in the DRC                                     | 4,000–5,000                                               |                                 | 2015                |                           |
| الكاميرون                   | Chinese people in Cameroon                                    | 3,000–5,000                                               |                                 | 2012                |                           |
| غينيا                       | Chinese people in Guinea                                      | 5,000                                                     |                                 | 2012                |                           |
| ناميبيا                     | Chinese people in Namibia                                     | 130,000–140, 000                                          |                                 | 2009[بحاجة لمصدر]   |                           |
| بنين                        | Chinese people in Benin                                       | 4,000                                                     |                                 | 2007                |                           |
| ساحل العاج                  | Chinese people in Ivory Coast                                 | 3,000                                                     |                                 | 2012                |                           |
| مالي                        | Chinese people in Mali                                        | 3,000                                                     |                                 | 2014                |                           |
| توجو                        | Chinese people in Togo                                        | 3,000                                                     |                                 | 2007                |                           |
| الرأس الأخضر                | Chinese people in Cape Verde                                  | 2,300                                                     | <1%                             | 2008                |                           |
| مالاوي                      | Chinese people in Malawi                                      | 2,000                                                     |                                 | 2007                |                           |
| رواندا                      | Chinese people in Rwanda                                      | 1,000–2,000                                               |                                 | 2011                |                           |
| السنغال                     | Chinese people in Senegal                                     | 1,500                                                     |                                 | 2012                |                           |
| المغرب                      | صينيو المغرب                                                  | 1,200                                                     |                                 | 2004                |                           |
| سيشل                        | Sino-Seychellois                                              | 1,000                                                     |                                 | 1999                |                           |
| ليبيريا                     | Chinese people in Liberia                                     | 600                                                       |                                 | 2006                |                           |
| بوركينا فاسو                | Chinese people in Burkina Faso                                | 500                                                       |                                 | 2012                |                           |
| ليبيا                       | Chinese people in Libya                                       | 300                                                       |                                 | 2014                |                           |
| آسيا/الشرق الأوسط           |                                                               | 29 000 000                                                |                                 |                     |                           |
| تايلاند                     | تايلانديين صينيين، البيراناكان                                | 9,300,000                                                 | 14%                             | 2015                |                           |
| ماليزيا                     | صينيو ماليزيا، البيراناكان                                    | 6,642,000                                                 | 23%                             | 2015                |                           |
| إندونيسيا                   | الإندونيسيين الصينيين، البيراناكان                            | 2,832,510 (الإندونيسيين الصينيين) 6,500,000 (البيراناكان) | 1.2% (رسمي) 3.5% (تقدير)        | 2010                | 7,000,000                 |
| سنغافورة                    | صينيون سنغافوريون، البيراناكان Chinese nationals in Singapore | 2,571,000 (صينيون سنغافوريون) 451,481 (مواطنون صينيون)    | 76.2% (رسمي) لا توجد نسبة متاحة | 2015 2019           |                           |
| ميانمار                     | Burmese Chinese، بانثاي                                       | 1,637,540                                                 | 3%                              | 2012                |                           |
| الفلبين                     | Chinese Filipino، Tornatras، Sangley                          | 1,146,250–1,400,000                                       | 1.5%                            | 2013                | 27,000,000 Mestizos/Mixed |
| كوريا الجنوبية              | Chinese in South Korea                                        | 1,070,566                                                 | 2.1%                            | 2018                |                           |
| اليابان                     | Chinese in Japan                                              | 922,000                                                   | <1%                             | 2017                |                           |
| فيتنام                      | Hoa people                                                    | 749,466                                                   | <1%                             | 2019                |                           |
| كمبوديا                     | Chinese Cambodian                                             | 343,855                                                   | 2.2%                            | 2014                | 700,000                   |
| لاوس                        | Laotian Chinese                                               | 185,765                                                   | 1%                              | 2005                |                           |
| الإمارات العربية المتحدة    | الصينيون في الإمارات العربية المتحدة                          | 180,000                                                   | 2.2%                            | 2009                |                           |
| باكستان                     | Chinese people in Pakistan                                    | 60,000                                                    |                                 | 2018                |                           |
| بروناي                      | Ethnic Chinese in Brunei                                      | 42,100                                                    | 10.3%                           | 2015                |                           |
| Israel                      | الصينيون في إسرائيل                                           | 10,000                                                    |                                 | 2010                |                           |
| كوريا الشمالية              | Chinese in North Korea                                        | 10,000                                                    |                                 | 2009                |                           |
| الهند                       | Chinese in India ‏                                             | 9,000–85,000 (يشمل سكان التبت)                            |                                 | 2018                |                           |
| منغوليا                     | Ethnic Chinese in Mongolia                                    | 8,688                                                     | <1%                             | 2010[بحاجة لمصدر]   |                           |
| بنغلاديش                    |                                                               | 7,500                                                     |                                 |                     |                           |
| قطر                         |                                                               | 6,000                                                     |                                 | 2014                |                           |
| سريلانكا                    | Chinese people in Sri Lanka                                   | 3,500                                                     |                                 | <1%?                |                           |
| كازاخستان                   | Chinese in Kazakhstan                                         | 3,424                                                     |                                 | 2009                |                           |
| إيران                       | Chinese people in Iran                                        | 3,000                                                     | <1%                             |                     |                           |
| قالب:بيانات بلد قرغيستان    | Chinese people in Kyrgyzstan                                  | 1,813                                                     |                                 | 2009                |                           |
| نيبال                       |                                                               | 1,344                                                     |                                 | 2001[بحاجة لمصدر]   |                           |
| أوروبا                      |                                                               | 2 230 000                                                 |                                 |                     |                           |
| فرنسا                       | Chinese French                                                | 600,000                                                   | 1%                              | 2018                |                           |
| المملكة المتحدة             | British Chinese                                               | 433,150                                                   | <1%                             | 2011                |                           |
| روسيا                       | Chinese people in Russia                                      | 28,943                                                    | <1%                             | 2010                |                           |
| إيطاليا                     | Chinese people in Italy                                       | 288,923                                                   | <1%                             | 2020                |                           |
| إسبانيا                     | Chinese people in Spain                                       | 197,390                                                   | <1%                             | 2020                |                           |
| ألمانيا                     | Chinese people in Germany                                     | 145,610                                                   | <1%                             | 2020                |                           |
| هولندا                      | Chinese people in the Netherlands                             | 94,000                                                    | <1%                             | 2018                |                           |
| السويد                      | Chinese people in Sweden                                      | 38,626                                                    |                                 | 2020                |                           |
| البرتغال                    | Chinese people in Portugal                                    | 27,839                                                    | <1%                             | 2019                |                           |
| بلجيكا                      | Chinese people in Belgium                                     | 20,866                                                    |                                 | 2018[بحاجة لمصدر]   |                           |
| سويسرا                      | --                                                            | 19,712                                                    | <1%                             | 2019                |                           |
| جمهورية أيرلندا             | Chinese people in Ireland                                     | 19,447                                                    | 0.4%                            | 2016                |                           |
| المجر                       | --                                                            | 18,851                                                    |                                 | 2018[بحاجة لمصدر]   |                           |
| النمسا                      | --                                                            | 16,331                                                    | <1%                             | 2015                |                           |
| الدنمارك                    | Chinese people in Denmark                                     | 15,103                                                    |                                 | 2020[بحاجة لمصدر]   |                           |
| النرويج                     | --                                                            | 13,350                                                    |                                 | 2020[بحاجة لمصدر]   |                           |
| تركيا                       | Chinese people in Turkey، أويغور                              | 12,426–60,000 (يشمل الإيغور)                              |                                 | 2015[بحاجة لمصدر]   |                           |
| فنلندا                      | --                                                            | 10,040                                                    |                                 | 2018[بحاجة لمصدر]   |                           |
| بولندا                      |                                                               | 8,656                                                     |                                 | 2019[بحاجة لمصدر]}  |                           |
| جمهورية التشيك              | Chinese people in the Czech Republic                          | 7,485                                                     |                                 | 2018[بحاجة لمصدر]   |                           |
| رومانيا                     | Chinese of Romania                                            | 5,000                                                     |                                 | 2017[بحاجة لمصدر]   |                           |
| لوكسمبورغ                   |                                                               | 4,000                                                     |                                 | 2020                |                           |
| سلوفاكيا                    |                                                               | 2,346                                                     |                                 | 2016[بحاجة لمصدر]   |                           |
| أوكرانيا                    |                                                               | 2,213                                                     |                                 | 2001[بحاجة لمصدر]   |                           |
| اليونان                     |                                                               | 2,200                                                     |                                 | 2017                |                           |
| صربيا                       | الصينيون في صربيا                                             | 1,373                                                     |                                 | 2011                |                           |
| بلغاريا                     | Chinese people in Bulgaria                                    | 1,236                                                     |                                 | 2015[بحاجة لمصدر]   |                           |
| آيسلندا                     | --                                                            | 686                                                       |                                 | 2019[بحاجة لمصدر]   |                           |
| إستونيا                     | --                                                            | 104                                                       | <1%                             | 2013                |                           |
| الأمريكتان                  |                                                               | 8 215 000                                                 |                                 |                     |                           |
| الولايات المتحدة            | أمريكيون من أصول صينية، American-born Chinese                 | 5,025,817                                                 | 1.5%                            | 2017                |                           |
| كندا                        | كنديون صينيون                                                 | 1,769,195                                                 | 5.1%                            | 2016                |                           |
| البرازيل                    | Chinese Brazilian                                             | 250,000                                                   |                                 | 2017                |                           |
| الأرجنتين                   | Chinese people in Argentina                                   | 120,000                                                   | <1%                             | 2016                | 200,000                   |
| Panama                      | Chinese people in Panama                                      | 80,000                                                    | 2%                              | 2018                | 200,000                   |
| Mexico                      | Chinese immigration to Mexico                                 | 24,489                                                    | <1%                             | 2019                | 70,000                    |
| Peru                        | Chinese-Peruvian                                              | 14,223                                                    |                                 | 2017                | 1,200,000                 |
| Chile                       | Chinese people in Chile                                       | 17,021                                                    | <1%                             | 2017                | 20,000                    |
| Venezuela                   | Chinese Venezuelans                                           | 15,358                                                    |                                 | 2011[بحاجة لمصدر]   | 400,000                   |
| Dominican Republic          | Ethnic Chinese in the Dominican Republic                      | 15,000                                                    |                                 | 2017                | 60,000                    |
| Nicaragua                   | Chinese people in Nicaragua                                   | 12,000                                                    |                                 | --                  |                           |
| Costa Rica                  | Chinese people in Costa Rica                                  | 9,170                                                     |                                 | 2011[استشهاد دائري] | 45,000                    |
| Suriname                    | Chinese-Surinamese                                            | 7,885                                                     | 1.5%                            | 2012                |                           |
| Jamaica                     | Chinese Jamaicans                                             | 5,228                                                     |                                 | 2011[بحاجة لمصدر]   | 75,000                    |
| Trinidad & Tobago           | Chinese Trinidadian and Tobagonian                            | 3,984                                                     |                                 | 2011[بحاجة لمصدر]   |                           |
| Guyana                      | Chinese Guyanese                                              | 2,377                                                     |                                 | 2012[بحاجة لمصدر]   |                           |
| Colombia                    |                                                               | 2,176                                                     |                                 | 2017                | 25,000                    |
| Belize                      | Ethnic Chinese in Belize                                      | 1,716                                                     | <1%                             | 2000                |                           |
| Cuba                        | Chinese Cuban                                                 | 1,300                                                     |                                 | 2008                | 114,240                   |
| أوقيانوسيا                  |                                                               | 1 500 000                                                 |                                 |                     |                           |
| Australia                   | أستراليون صينيون ‏                                             | 1,213,903                                                 | 5.6%                            | 2016                |                           |
| New Zealand                 | Chinese New Zealander                                         | 270,100                                                   | 5.5%                            | 2019                |                           |
| Papua New Guinea            | Chinese people in Papua New Guinea                            | 20,000                                                    |                                 | 2008                |                           |
| Fiji                        | Chinese in Fiji                                               | 8,000                                                     |                                 | 2012                |                           |
| Tonga                       | Chinese in Tonga                                              | 3,000                                                     |                                 | 2001                |                           |
| Palau                       | Chinese in Palau                                              | 1,030                                                     |                                 | 2012                |                           |
| Samoa                       | Chinese in Samoa                                              | 620                                                       |                                 | 2015[استشهاد دائري] | 30,000                    |